# 1008
Năm 1008 là một năm trong lịch Julius.